# Ковылкинское сельское поселение
Ковылкинское сельское поселение — муниципальное образование в Тацинском районе Ростовской области.
Административный центр поселения — хутор Ковылкин.

## История
В 1932 году Коминтерновский сельский Совет депутатов трудящихся Тацинского района Ростовской области располагался в хуторе Исаулове. В его административное подчинение входили следующие населённые пункты: Исаулов, Городянка, Яблонев, Макеев, Луговой, Краснознаменка, Ковылкин, Бабовня.
В хуторе Ковылкин была проложена железная дорога: это и послужило причиной его избрания в качестве центра сельского совета, хотя его название осталось прежним: Коминтерновский.
В 1948 году к Коминтерновскому сельскому совету был присоединён хутор Сенной, который ранее входил в состав Крыловского сельского совета. Ещё ранее колхоз «Верный путь» (который находился в хуторе Сенной) объединился с колхозом «Красный партизан». Центром объединённого колхоза «Красный партизан» стал хутор Ковылкин.
В 1952 году произошло объединение двух сельских советов: Крыловского и Коминтерновского. Административным центром остался хутор Ковылкин. В административное подчинение Коминтерновского сельского Совета добавочно вошли следующие хутора: Крылов, Хрулёв, Нижне-Вязовый, Верхне-Вязовый, Мартышкин.  
4 сентября 1970 года все населённые пункты, ранее относившиеся к Крыловскому совету, отошли к ведению Суховского совета.
С 1977 года Сельский совет стали именоваться Советом народных депутатов. В 1991 года году были прекращены полномочия исполнительного комитета Коминтерновского Сельского совета народных депутатов.
В 1992 году была образована Коминтерновская сельская администрация Тацинского района Ростовской области, правопреемница совета народных депутатов. В 2005 году муниципальное образование было переименовано в Ковылкинское сельское поселение.

## Административное устройство
В состав Ковылкинского сельского поселения входят:
- хутор Ковылкин;
- хутор Бабовня;
- хутор Коминтерн;
- хутор Луговой.

## Население
| 2010  | 2012  | 2013  | 2014  | 2015  | 2016  | 2017  |
| ----- | ----- | ----- | ----- | ----- | ----- | ----- |
| 1521  | ↘1463 | ↘1453 | ↘1422 | ↗1423 | ↘1407 | ↘1382 |
| 2018  | 2019  | 2020  | 2021  |       |       |       |
| ↘1377 | ↘1337 | ↘1324 | ↘1295 |       |       |       |